# Dsoragyugh

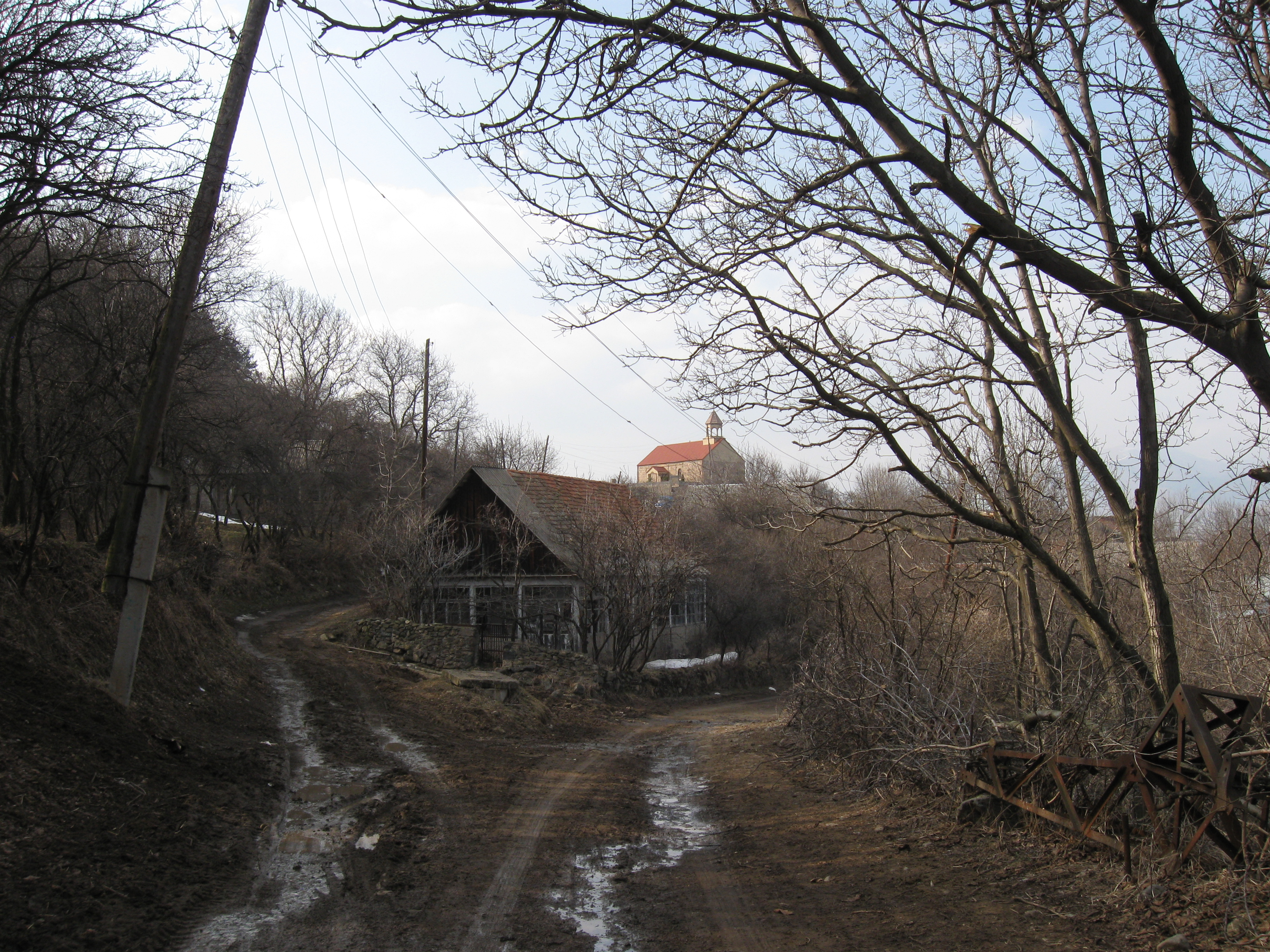

Dsoragyugh ou Dzoragyugh (en arménien Ձորագյուղ ) est une communauté rurale du marz de Lorri en Arménie. En 2008, elle compte 387 habitants.